# Campeonato Argentino de Futebol de 1967
O Campeonato Argentino de Futebol de 1967 foi a trigésima sétima temporada da era profissional da Primeira Divisão do futebol argentino. A partir desta temporada, dando prosseguimento à reforma promovida pela Asociación del Fútbol Argentino (AFA), foi estabelecido a disputa de dois torneios por ano, o Metropolitano, iniciado no primeiro semestre, e o Nacional, no segundo. Com essa medida a entidade máxima do futebol argentino modificou profundamente a estrutura da Primeira Divisão do país que há várias anos era formada por um único torneio anual.

## Campeonato Metropolitano

### Premiação
| Campeonato Metropolitano de 1967            |
| ------------------------------------------- |
| Estudiantes de La Plata Campeão (2° título) |

### Goleadores
| Jogador | Jogador            | Gols | Equipe          |
| ------- | ------------------ | ---- | --------------- |
|         | Bernardo Acosta    | 18   | Lanús           |
|         | Juan Carlos Carone | 17   | Vélez Sarsfield |
|         | Aníbal Tarabini    | 16   | Independiente   |
|         | Adolfo Bielli      | 11   | Rosario Central |
|         | Oscar López        | 11   | Gimnasia (LP)   |
|         | Alfredo Obberti    | 11   | Huracán         |

## Campeonato Nacional

### Classificação final
| Pos | Equipes                     | J  | V  | E | D  | GM | GS | SG  | Pts |
| --- | --------------------------- | -- | -- | - | -- | -- | -- | --- | --- |
| 01. | Independiente               | 15 | 12 | 2 | 1  | 43 | 14 | +29 | 26  |
| 02. | Estudiantes de La Plata (M) | 15 | 9  | 6 | 0  | 19 | 8  | +11 | 24  |
| 03. | Vélez Sarsfield             | 15 | 8  | 4 | 3  | 28 | 14 | +14 | 20  |
| 04. | Rosario Central             | 15 | 8  | 4 | 3  | 26 | 13 | +13 | 20  |
| 05. | River Plate                 | 15 | 9  | 1 | 5  | 33 | 15 | +18 | 19  |
| 06. | CA San Lorenzo              | 15 | 7  | 4 | 4  | 32 | 15 | +17 | 18  |
| 07. | Boca Juniors                | 15 | 6  | 4 | 5  | 21 | 20 | +1  | 16  |
| 08. | Lanús                       | 15 | 8  | 0 | 7  | 23 | 26 | -3  | 16  |
| 09. | Ferro Carril Oeste          | 15 | 5  | 5 | 5  | 21 | 22 | -1  | 15  |
| 10. | Platense                    | 15 | 5  | 5 | 5  | 19 | 20 | -1  | 15  |
| 11. | Quilmes                     | 15 | 5  | 3 | 7  | 16 | 19 | -3  | 13  |
| 12. | Racing Club                 | 15 | 2  | 6 | 7  | 11 | 23 | -12 | 10  |
| 13. | San Martín de Mendoza       | 15 | 3  | 4 | 8  | 17 | 31 | -14 | 10  |
| 14. | Central Córdoba             | 15 | 2  | 5 | 8  | 11 | 25 | −14 | 9   |
| 15. | San Lorenzo (MP)            | 15 | 1  | 4 | 10 | 11 | 33 | −22 | 6   |
| 16. | Chaco For Ever              | 15 | 1  | 1 | 13 | 11 | 44 | −33 | 3   |

|  |          |
|  | Campeão. |

### Premiação
| Campeonato Nacional de 1967       |
| --------------------------------- |
| Independiente Campeão (8° título) |

### Goleadores
| Jogador | Jogador           | Gols | Equipe          |
| ------- | ----------------- | ---- | --------------- |
|         | Luis Artime       | 11   | Independiente   |
|         | Héctor Yazalde    | 10   | Independiente   |
|         | Oscar Más         | 9    | River Plate     |
|         | Héctor Veira      | 9    | San Lorenzo     |
|         | Norberto Madurga  | 8    | Boca Juniors    |
|         | Juan Ramón Verón  | 8    | Estudiantes     |
|         | Daniel Willington | 8    | Vélez Sarsfield |